# 278 pr. n. št.
Stoletja: 4. stoletje pr. n. št. - 3. stoletje pr. n. št. - 2. stoletje pr. n. št.
Desetletja: 320. pr. n. št. 310. pr. n. št. 300. pr. n. št. 290. pr. n. št. 280. pr. n. št. - 270. pr. n. št. - 260. pr. n. št. 250. pr. n. št. 240. pr. n. št. 230. pr. n. št. 220. pr. n. št.
Leta: 283 pr. n. št. 282 pr. n. št. 281 pr. n. št. 280 pr. n. št. 279 pr. n. št.  - 278 pr. n. št. - 277 pr. n. št. 276 pr. n. št. 275 pr. n. št. 274 pr. n. št. 273 pr. n. št.

## Dogodki
- Pir vdre na Sicilijo
- Kelti vdrejo v Malo Azijo.